# Lestranicus
Lestranicus is een geslacht van vlinders uit de familie van de Lycaenidae, de kleine pages, vuurvlinders en blauwtjes. De wetenschappelijke naam en de beschrijving van dit geslacht zijn voor het eerst gepubliceerd in 1983 door John Nevill Eliot en Akito Kawazoé. De soorten van dit geslacht komen voor in het Oriëntaals gebied.

## Soorten
- Lestranicus transpectus (Moore, 1879)
- Lestranicus yoshidai Eliot & Kawazoé, 1983